# Protention (Philosophie)
Protention ist bei Edmund Husserl der Ausdruck für eine Intention des Bewusstseins, die in einem Erlebnisfluss zeitlicher Objekte (z. B. einer Melodie) eine Erwartung von Zukünftigem enthält. Sie bildet mit der aktuellen, als Urimpression bezeichneten Wahrnehmung (z. B. einem Ton) und der Retention eine Einheit. Die Protention ist als Inhalt vorerst unbestimmt und nur mitbewusst.

## Protention bei Edmund Husserl

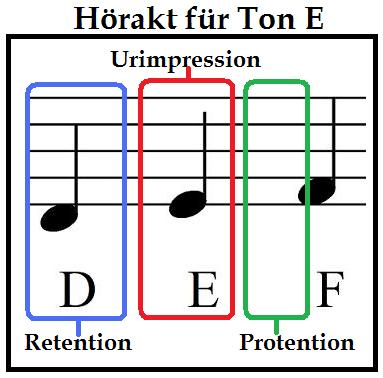
Akt-Aufbau eines temporalen Objekts(C-Dur Tonleiter)

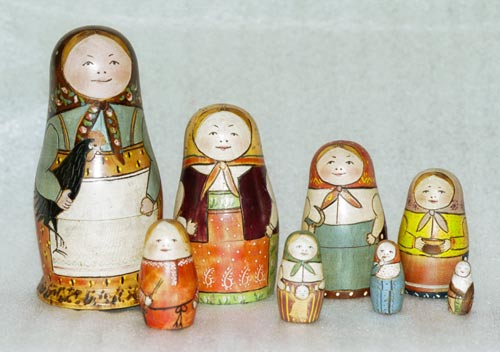
C-Dur Tonleiter Analogie

Unser Alltagsleben richtet sich weitgehend nach einer „messbaren objektiven“ Weltzeit. Phänomenologisch betrachtet muss jedoch durch eine Epoche die Gültigkeit der objektiven Zeit eingeklammert werden. Es stellt sich dann die Frage, wie Zeit im Bewusstsein konstituiert wird. Für solche Untersuchungen benötigt man temporale Objekte. Husserl wählte, wie sein Lehrer Franz Brentano, als Beispiel dafür das Hören einer Melodie.
Bei der Wahrnehmung wird die gesamte Melodie, Art und Aufeinanderfolge der Töne, in einem Aktkontinuum, d. h. Aufeinanderfolgen von Urimpressionen und Retentionen, in immanenter Zeit bewusst. Als Entsprechung der Trias Vergangenheit, Gegenwart und Zukunft kommt eine Erwartung eines zukünftigen Aktes, bei dem ein ähnliches fehlendes Glied erwartet wird, in Form der Protention hinzu, deren Inhalt nicht festgelegt ist, vergleichbar der Wahrnehmung einer Gelbphase bei einer Verkehrsampel. Erwartet wird in dieser Situation eine Änderung, die jedoch Rotphase, Grünphase oder Dauerblinkphase bzw. Abschaltung beinhalten kann. Protentionen sind eine bestimmte Form von Antizipationen. Retention und Protention sind unselbständige gleichzeitig stattfindende Momente und fundiert in einer Urimpression. Dynamisch gesehen kann man sagen, dass die Jetzt-Wahrnehmung eines Tones in einer Melodie die Erfüllung einer vergangenen Protention ist. Nur durch Protention und Retention wird aus einer Folge von Tönen ein Melodieerlebnis.
Bei der Erinnerung an eine gehörte Melodie, die in der Vorstellung wieder aufgerufen wird, wird das Wahrgenommene noch einmal in der Phantasie erlebt, das gesamte zeitlich ausgedehnte Wahrnehmungsfeld samt Urimpression, Retention und Protention in objektiver Zeit reproduziert. Die Melodie, an die man sich erinnert, ist strukturell identisch mit der wahrgenommenen, die phänomenologische Qualität der Akte ist unterschiedlich: die Wiedererinnerung liegt in der Freiheit des Subjekts, die Retention und die Protention hingegen gehören zur passiven Synthese des Wahrnehmungsaktes.
Die Melodie der C-Dur-Tonleiter als Gegenstand der Wahrnehmung respektive der Erinnerung ist einer Matroschka-Steckpuppe vergleichbar. Jede Puppe entspricht einem Ton der Tonleiter, ist eine Urimpression mit der Protention, also Erwartung, dass noch ein weiterer Ton folgt bzw. eine weitere Puppe enthalten ist. Beim nächsten Tonerlebnis wird der vorhergehende Ton zur Retention. Die kleineren Puppen entsprechen Retentionen, die auch einmal Protentionen waren. Allerdings differieren die jeweiligen Inhalte der Protention hinsichtlich des Grades ihrer Bestimmtheit: die Wahrnehmung der einzelnen Puppe ist nur mit der Erwartung verbunden, dass eine Puppe folgt, die kleiner als alle vorangegangenen ist, wohingegen die Wahrnehmung des einzelnen Tones innerhalb einer aufsteigenden resp. absteigenden Tonleiter nicht nur erwarten lässt, dass der jeweils folgende Ton höher resp. tiefer als die vorangegangenen, sondern auch, dass er in derselben Tonleiter wie jene enthalten ist.
Je kleiner die Puppe ist, umso länger liegt die Retention eines Tones in der zeitlichen Ordnung zurück. Dieser Zusammenhang des „Absinkens“ der Empfindungsretentionen in der Zeit wird üblicherweise durch einen Graphen dargestellt.
Gehirnforschung und Kommunikation
Beim Prozess des Verstehens spielen die für Planung zuständigen Gehirnareale eine zentrale Rolle. Der gut verstehende Hörer antizipiert das Gehörte (vgl. adaptives Filtern)
und die dieser Antizipation zugrundeliegende, zwischen 1,5 und 3 Sekunden vorausgehende Hirnaktivität lasst sich messen. Je größer die Korrelation zwischen Hörer und Sprecher ist, desto besser wird dieser von jenem verstanden. „Glückende Kommunikation ist also nicht rein passive Rezeption, sondern aktives Vorausplanen der in unmittelbarer Zukunft vom Sprecher geäußerten Bedeutungsgehalte durch den Zuhörer, [...]“.

## Glossar
1. ↑  Intention: Erlebnis, das Erfüllungsverhältnisse fundieren kann
2. ↑  Urimpression: auch Urpräsenz; Bewusstsein der Jetzt-Phase
3. ↑  Akt: intentionales Erlebnis
4. ↑  Antizipation: Gattungsbegriff für alle Arten von Vorgriffen auf Zukünftiges
5. ↑  Moment: Individuelle Momente sind wesenhaft an etwas Zugrundeliegendes gebunden